# Le Premier tome de l'Architecture
Le Premier tome de l'Architecture est un traité d'architecture de Philibert Delorme publié chez Fédéric Morel à Paris en 1567.
De format in-folio, il contient 283 folios, à l'exception du folio 248, une épître dédicatoire et une table.

## Contexte
Après plusieurs années passées au service d'Henri II et de Catherine de Médicis, Philibert de l'Orme tombe en disgrâce et perd les commandes royales. Il finit alors sa vie à écrire des traités d'architecture et notamment une somme ambitieuse dont cet ouvrage est le premier tome, mais qu'il n'aura pas le temps de poursuivre, puisqu'il meurt trois ans après sa publication.

## Gravures
L'ouvrage contient environ deux cents gravures dont l’Allégorie du bon architecte et l’Allégorie du mauvais architecte. Ces dernières caricaturent les architectes en insistant sur leurs organes sensoriels, attribuant trois yeux, quatre oreilles et quatre mains au bon architecte, pour mettre en valeur ses facultés de perception, et ne gravant qu'une bouche sur la tête du mauvais architecte, qui ne fait selon lui que « babiller et médire ».